# AIM-120 AMRAAM

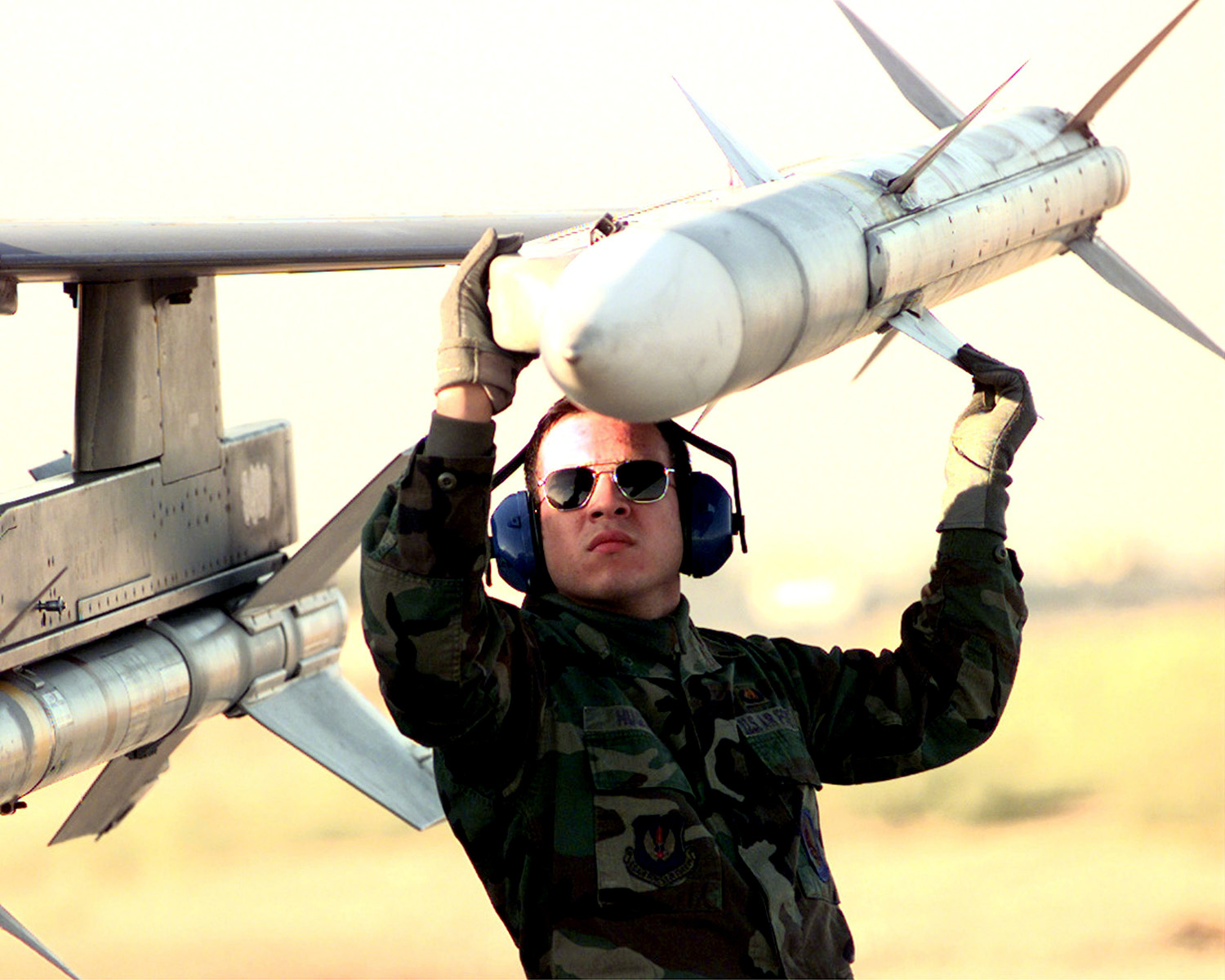
O rachetă AIM-120 AMRAAM este montată pe acroșsajul de la extremitatea aripii unui avion F-16

AIM-120 Advanced Medium-Range Air-to-Air Missile, scurt AMRAAM, este o rachetă aer-aer ultramodernă cu rază de acțiune medie (dincolo de raza vizuală), cu radar activ propriu.